# Victor Samuel Summerhayes
Victor Samuel Summerhayes (Street, 21 de febrero de 1897 - 27 de diciembre de 1974) fue un botánico británico.

## Biografía
Summerhayes fue el especialista en orquídeas durante varias décadas del Real Jardín Botánico de Kew. Su permanencia en Kew reconoce haber sido enormemente fructífera, en ese tiempo revisó varios géneros de orquídeas, catalogando y descubriendo especies nuevas.
En 1936 Summerhayes describe un nuevo género de orquídeas Rangaerii cuya especie tipo es : Rangaerii muscicola.
Entre 1935 y 1968 publica en el "Kew Bulletin" una serie de trabajos sobre especies de orquídeas africanas con revisiones, reclasificaciones y nuevos descubrimientos de especies:
- 1935. African orchids 7. Bull. Misc. Inf. Kew 1935: 195-204
- 1937. Angraecum doratophyllum. Bull. Misc. Inf. Kew, 465
- 1937. Brachycorythis basifoliata. Bull. Misc. Inf. Kew, 457
- 1937. Orestias stelidostachya. Bull. Misc. Inf. Kew, 460
- 1937. Polystachya parviflora. Bull. Misc. Inf. Kew, 463
- 1937. Rhipidoglossum brevifolium, Catalogue of the vascular plants of S. Tomé. Blumea, Suppl. I. 83
- 1937. African Orchids IX. Bull. Misc. Inf. Kew. 9 : 457 - 476
- 1938. Cynorkis gabonensis. Kew Bull. 1938, 143
- 1948. African orchids 18. Kew Bull. 3 (2): 277-302
- 1949. African orchids 19. Kew Bull. 4 (3): 427-443
- 1951. A revision of the genus Angraecopsis. Bot. Mus. Leafl. Harvard Univ. 41: 240-261
- 1956. African Orchids 23. Kew Bull. 11 (2): 225-227
- 1958. African Orchids 25. Kew Bull. 13 (1): 74-75
- 1960. African Orchids 27. Kew Bull. 14 (1) : 156-157
- 1968a. Orchidaceae 1. In E. Milne-Redhead, R.M. Polhill (eds) Flora of Tropical East Africa, Balkema Róterdam, 236 pp.
- 1968b. Orchidaceae. In J. Hutchinson, J.M. Dalziel (eds) Flora of West Tropical Africa ed 2, 3. Crown Agents, London : 180-276.

En 1951 revisa el género Angraecopsis. En 1960 revisa el género Cyrtorchis publicando el trabajo en el "Kew Bulletin". En 1965 revisa la especie de orquídea europea : Dactylorhiza majalis (Rchb.) P.F. Hunt & Summerh. En 1968 realiza un estudio sobre las variaciones morfológicas entre las poblaciones del Norte y del Sur de Irlanda, de la orquídea Spiranthes romanzoffiana. También hace un estudio de la relación entre la estructura genética, las semillas y la dispersión del polen, de la especie amenazada, Spiranthes spiralis.

## Obra
- A revision of the Australian species of Frankenia Summerhayes, V.S. J. of the Linn. Soc. of London 1930
- An enumeration of the Angiosperms of the Seychelles Archipelago Summerhayes, V.S. Londres, Linnean Soc. 1931
- Suggestion for a vegetation survey of Wimbledon Common Summerhayes, V.S. 1933
- Vegetation after draining Summerhayes, V.S. & W.B.Turril, Nature. 1948
- Wild Orchids of Britain Summerhayes, V.S. Collins, Londres 1951
- New orchids from Africa. Summerhayes, V.S. Bot. Mus. Leafl. Harv. Univ. 1951
- Flora of West Tropical Africa  Summerhayes, V.S. Crown Agents, Londres 1968

## Eponimia
Género
- (Orchidaceae) Summerhayesia P.J.Cribb[1]

Especies
- (Orchidaceae) Bulbophyllum summerhayesii A.D.Hawkes[2]
- (Orchidaceae) Epidendrum summerhayesii Hágsater[3]